# Chondrorhyncha panguensis
Chondrorhyncha panguensis är en orkidéart som beskrevs av Dodson och Patricia A. Harding. Chondrorhyncha panguensis ingår i släktet Chondrorhyncha och familjen orkidéer.
Artens utbredningsområde är Ecuador. Inga underarter finns listade i Catalogue of Life.